# Metazalmoxis
Metazalmoxis is een geslacht van hooiwagens uit de familie Zalmoxioidae.
De wetenschappelijke naam Metazalmoxis is voor het eerst geldig gepubliceerd door Roewer in 1912. 

## Soorten
Metazalmoxis is monotypisch en omvat slechts de volgende soort:
- Metazalmoxis ferruginea